# Torchlight II
Torchlight II est un jeu vidéo d'action et de rôle de type hack 'n' slash développé par Runic Games et dont la version Windows est disponible en téléchargement sur Steam depuis le 20 septembre 2012. Le jeu est également disponible sous OS X et Linux depuis 2015. Il fait suite à Torchlight et prend place dans le même univers médiéval-fantastique qui mélange magie et technologie. L’objectif du jeu est de retrouver un des héros de son prédécesseur, l’alchimiste, qui a été corrompu par un démon.  Pour cela, le joueur le poursuit à travers trois régions hostiles avec une des quatre classes de personnage inédite du jeu : l’ingénieur, l’outlander, le berserker et l’embermage. Contrairement à son prédécesseur, le jeu intègre un mode multijoueur qui permet de jouer en réseau local ou sur Internet.
Après avoir terminé Torchlight, Runic Games prévoit initialement de développer un jeu de rôle en ligne massivement multijoueur basé sur le même univers. En 2010, le studio annonce néanmoins le développement de Torchlight II et explique que ce dernier doit leur permettre d’acquérir plus d’expérience dans le développement d’un mode multijoueur et de créer du contenu qu’ils prévoient de réutiliser dans leur projet suivant.
À sa sortie, Torchlight II est plutôt bien accueilli par la presse spécialisée qui le compare généralement à Diablo III. Le jeu connait ainsi un certain succès commercial avec plus d’un million de titres vendus fin 2012 puis en approchant les trois millions d'exemplaires vendus en 2015. Peu après sa sortie, le projet d'un jeu de rôle massivement multijoueur basé sur l'univers du jeu est néanmoins abandonné.  En revanche, un troisième épisode, destiné aux téléphones mobiles fonctionnant sous iOS et Android, a été annoncé en 2015 lors du salon E3 et il est sorti en 2017 sous le titre de Torchlight: The Legend Continues.

## Trame
Le jeu prend place dans l’univers médiéval-fantastique et steampunk de Torchlight qui mélange magie et technologie. Il se déroule plusieurs années après les évènements du premier volet de la série dans lequel trois héros — le destructeur, la conquérante et l’alchimiste — parviennent à vaincre le responsable de la corruption qui frappe le village de Torchlight, un dragon connu sous le nom d'Ordrak. Poussé par son obsession pour l’ambre, dont il n’a jamais été guéri, l’alchimiste dérobe le cœur d’Ordrak avant de détruire Torchlight. Il voyage alors jusqu’aux steppes d’Estherian et commence à siphonner l’énergie magique des gardiens garants de l’équilibre entre les six éléments qui régissent le monde. Le joueur incarne un aventurier dont l’objectif est de stopper l’alchimiste. Pour cela, il le poursuit à travers plusieurs régions rendues hostiles par la corruption du démon. La première partie du jeu se déroule dans les steppes d’Estherian, une région montagneuse ; la deuxième dans le désert du Mana Wastes ; et la troisième dans le Grunnheim, une forêt hantée abritant les ruines de l’ancienne civilisation des nains. L’aventure se termine dans les Broken Mines dans lesquels le joueur affronte finalement l’alchimiste.

## Système de jeu
Comme Torchlight, Torchlight II  est un jeu vidéo d'action et de rôle de type hack 'n' slash dont le système de jeu s'inspire fortement de Diablo. Le joueur y contrôle en temps réel un personnage qui doit explorer différents types d’environnement, dont notamment des donjons, infestés de monstres qu'il doit combattre pour progresser et gagner de l'expérience ou des trésors comme de l’or, de l’équipement ou des sorts.

### Personnages
Dès le début du jeu, le joueur doit choisir une des quatre classes de personnage disponibles dans le jeu — qu’il devra incarner jusqu’à la fin de sa quête — que sont l’ingénieur, l’outlander, le berserker et l’embermage. Chaque classe possède des caractéristiques de départ et des compétences différentes. L’ingénieur et le berserker sont de puissants combattants spécialisés dans le corps-à-corps. Le premier est un adepte des armes à deux mains, dont la puissance compense la lenteur, et peut déployer des robots, des tourelles et d’autres machines de soutien. Le berserker préfère les armes plus maniables et est habité par l’esprit d’un loup qui lui confère des pouvoirs spéciaux. L’outlander est un spécialiste des armes de tir comme les arcs, les pistolets ou les fusils. Enfin, l’embermage est un puissant lanceur de sort dont la magie est basée sur les éléments. Comme dans Torchlight, le personnage contrôlé par le joueur gagne de l’expérience en combattant les créatures et en accomplissant des quêtes. La quantité de points d’expérience dont il dispose détermine son niveau, chaque passage à un niveau supérieur donnant au joueur la possibilité de renforcer son héros. Celui-ci dispose de quatre caractéristiques principales : la force qui lui permet de faire plus de dégâts ; la dextérité qui augmente sa vitesse et sa capacité d’esquive ; la concentration qui détermine son potentiel de magie et enfin la vitalité qui détermine la quantité de points de vie et d’armure dont il dispose,. À celles-ci s'ajoutent des attributs secondaires comme les dégâts, le niveau d’attaque ou la classe d’armure qui dépendent des caractéristiques principales et de l’équipement du personnage. Chaque augmentation de niveau permet également au joueur d’utiliser un « point de compétence » qui permet de débloquer ou de renforcer les sorts et aptitudes du héros, les trois derniers points de compétence utilisés pouvant être réattribués si nécessaire,. Chacun d’eux dispose en effet de trente sorts et aptitudes spécifiques réparties en trois arbres de compétences qui correspondent chacun à une spécialité. Outre ces compétences spécifiques, ils ont accès à des sorts génériques qu'ils peuvent apprendre grâce à des parchemins.
Comme dans Torchlight, tuer certains monstres spéciaux et accomplir des quêtes permet aussi de gagner de la renommée. À la quantité de points de renommée dont le personnage dispose correspond un niveau, chacun donnant accès à un point de compétence supplémentaire. Le héros reste également accompagné d’un animal de compagnie qui l'assiste dans les combats, gagne de l’expérience, transporte des objets et qui peut retourner seul en ville pour les revendre. Ce dernier devient également capable d’acheter lui-même certains objets, comme les potions, et de nouvelles races d’animaux font leur apparition, comme le furet, l’aigle, la panthère et le loup,. Ce compagnon peut également être nourri des poissons pêchés par le joueur pour se transformer temporairement en un autre type de créature.

### Équipements
En explorant le monde de Torchlight II ou en consultant des marchands, le joueur est amené à trouver ou à acheter différents types d’armes et d’armures dont il peut équiper son personnage pour améliorer ses caractéristiques de combats. Les armes comme les épées et les pistolets déterminent par exemple les dégâts que le héros peut infliger alors que les armures, les casques et les boucliers influencent sa « classe d’armure » qui détermine le niveau de protection du héros contre les attaques. Tous les personnages peuvent être équipés de n’importe quel type d’arme, quel que soit leur classe, et peuvent combattre avec une arme dans chaque main. Comme dans Torchlight, certains objets sont dotés de pouvoirs magiques et peuvent apporter des bonus supplémentaires au personnage qui s’en équipe. D'autres peuvent être enchantés ou être ornés d’ambre pour gagner des propriétés supplémentaires. Le jeu introduit également un nouveau type d’objet disposant de propriétés qui sont débloquées après avoir tué un certain nombre de créatures avec l’objet en question. Le joueur peut également trouver ou acheter de nombreux autres types d'objets comme des parchemins, qui permettent d'apprendre des sortilèges, ou des potions, qui lui permettent de se soigner ou de recharger sa jauge de mana.

### Interface
L'écran de jeu est divisé en trois parties. La zone de jeu affiche le personnage et son environnement, les monstres et les objets qu'il peut ramasser. En haut à droite se trouve la mini-map qui reste centrée sur le héros et qui révèle les zones déjà explorées. Des flèches sur le bord de la carte indiquent au joueur la direction à suivre, des points d’interrogations montrent où se rendre pour débloquer de nouvelles quêtes et des étoiles signalent les objectifs à atteindre. La partie basse de l’écran est occupée par la barre de statut avec notamment à gauche, un orbe rouge, et à droite un orbe bleu représentant respectivement les niveaux de vie et de mana du héros. Entre les deux se trouvent une série de carrés numérotés correspondant aux touches un à zéro du clavier et qui peuvent être configurés pour accéder rapidement à des objets (comme des potions ou des parchemins), des compétences ou des sorts. Juste au-dessus se trouve une jauge dorée, la « barre de charge », qui se remplit en utilisant certaines capacités lors des combats. Lorsqu’elle est pleine, les attaques du héros deviennent plus puissantes et il se voit attribuer certains bonus. Enfin, une icône verte à la gauche de l’écran permet d’activer la surimpression des objets sur la carte afin de ne pas les oublier.
Pour déplacer son personnage, le joueur doit simplement cliquer (bouton gauche de la souris) à l'endroit voulu et celui-ci s'y déplace automatiquement. Pour attaquer un monstre, il suffit également de cliquer sur celui-ci (chaque clic correspond à une attaque) et si le monstre n'est pas à portée le personnage se déplace automatiquement. Pour interagir avec un personnage ou pour ramasser un objet, le joueur doit de la même façon cliquer dessus et le héros se déplace automatiquement pour aller discuter avec un personnage ou ramasser l'objet visé. Les compétences du personnage peuvent être assignées au clic droit de la souris ou à un des carrés numérotés.

### Modes de jeu
Deux modes de jeu sont disponibles dans Torchlight II. Le mode solo est divisé en trois actes et un épilogue qui correspondent chacun à une région du monde de Torchlight et à la fin desquels le joueur doit vaincre un démon particulier avant de pouvoir accéder à l’acte suivant. Ainsi, à la fin du premier acte qui se déroule dans les steppes d’Estherian, le joueur doit affronter le grand régent des Estherians avant de pouvoir se rendre dans le désert où se déroule le deuxième acte. Comme dans Torchlight ou Diablo, les différentes zones qui constituent chaque acte, mais aussi les monstres et les trésors que le joueur peut y trouver, sont générés aléatoirement et sont donc différents d’une partie à l’autre. Au cours du jeu, le joueur est amené à réaliser des quêtes qui peuvent lui être données par les personnages non-joueurs qu’il rencontre ou qu’il se voit assigner en arrivant dans certaines zones. Certaines quêtes n’influent pas directement sur l’avancement de l’histoire mais permettent néanmoins de recevoir des récompenses comme des objets ou de l’expérience. Le mode multijoueur permet de jouer sur Internet ou en réseau local, le mode en ligne nécessitant au préalable de créer un compte, gratuit, sur le site officiel du jeu et de lier celui-ci à un compte Steam ou à une clé du jeu. En mode multijoueur, jusqu'à six joueurs peuvent explorer le monde de Torchlight en coopération, les zones et les quêtes restant les mêmes qu’en solo. La puissance des ennemis est ajustée en fonction du nombre de joueurs dans la partie. Les objets trouvés sont spécifiques à chaque joueur.
À la création d’un personnage, le joueur doit lui associer un des quatre niveaux de difficulté suivant : occasionnel, normal, vétéran et élite. Ce niveau de difficulté ne peut être modifié au cours d’une partie et affecte la puissance des monstres mais pas les objets qu’ils peuvent laisser. En terminant le jeu, le joueur débloque un donjon infini et peut recommencer celui-ci avec le même personnage, qui conserve son niveau et son équipement, dans un mode de jeu plus difficile appelé New Game Plus. Le joueur affronte alors des créatures plus fortes mais peut obtenir des objets plus puissants,. Pour augmenter la difficulté, il est également possible de créer un personnage « extrême » que le joueur perd définitivement si celui-ci vient à mourir.
Torchlight II dispose également d’un éditeur de niveau, baptisé GUTS, qui permet entre autres de créer des mods.

## Développement
L’équipe de Runic Games commence à travailler sur Torchlight en 2008. À l’époque, l’objectif de la compagnie est alors de développer un jeu de rôle en ligne massivement multijoueur basé sur un système de jeu proche de celui de Diablo ou de Mythos. Avant de se lancer sur ce projet, les fondateurs de Runic décident néanmoins de « revenir à leurs racines » en travaillant sur un jeu moins complexe qu’ils peuvent développer en peu de temps et qui leur permettrait d’introduire l’univers du jeu auprès du public,,. Un an après la sortie du premier volet de la série, Runic annonce malgré tout le développement d'une suite en expliquant que celle-ci doit leur permettre d’acquérir plus d’expérience dans le développement d’un mode multijoueur. L’équipe prévoit notamment de réutiliser une partie de son contenu dans leur jeu de rôle en ligne massivement multijoueur auquel ils prévoient de s'attaquer après la sortie de Torchlight II. Le jeu est au départ prévu pour 2011 mais l’équipe de développement prend du retard et en novembre 2011, le président de Runic Games annonce que celui-ci ne sortira finalement qu’en 2012 afin de permettre aux développeurs de finaliser le jeu et de le tester. Une bêta publique du jeu est ainsi organisée entre le 18 et le 24 mai 2012, et le jeu est finalement publié le 20 septembre sur la plateforme de téléchargement Steam.
Les cinématiques de Torchlight II sont réalisées par Klei Entertainment.
La bande originale du jeu est l'œuvre de Matt Uelmen, compositeur de la musique des deux premiers Diablo.

## Version
La version PC du jeu est publié par Runic Games le 20 septembre 2012 sur la plateforme de téléchargement Steam. Afin de promouvoir le jeu, le studio en publie une version de démonstration dès le lendemain. Début 2013, Runic signe un accord avec C&C Media (une filiale de Perfect World), 4Games et IWAN afin de traduire et de distribuer le jeu au Japon et en Chine, cet accord s’accompagnant de l’ajout de trois nouveaux animaux de compagnie asiatique dans le jeu,. Début 2014, une offre promotionnelle permet d’essayer la totalité du jeu en l’espace d’un week-end. Depuis le 2 février 2015, le jeu est également disponible sur Macintosh. Une version pour Linux et Steam box a également été publié sur Steam le 4 mars 2015. Celles-ci sont disponibles sans frais supplémentaire aussi bien pour les possesseurs de jeu que pour les nouveaux acheteurs.
Plusieurs mod gratuits sont publiés après la sortie du jeu. Le mod Synergies, publié sur Steam en janvier 2013, inclut par exemple une nouvelle classe de personnage, le nécromancien, ainsi que des monstres d'élites, des donjons et des quêtes inédites. Un autre mod, publié en novembre de la même année, ajoute de son côté sept nouvelles classes de personnages et de nouveaux environnements d’inspiration asiatique.
En septembre 2017, une version collector est éditée par IndieBox.

## Accueil
| Torchlight II         |      |         |
| Média                 | Pays | Notes   |
| Canard PC             | FR   | 7/10    |
| Edge                  | US   | 80 %    |
| Eurogamer             | UK   | 90 %    |
| Game Informer         | US   | 92,5 %  |
| Gamekult              | FR   | 60 %    |
| GamesRadar+           | US   | 4,5/5   |
| Game Revolution       | US   | 4,5/5   |
| GameSpot              | US   | 85 %    |
| GameSpy               | US   | 5/5     |
| IGN                   | US   | 91 %    |
| Jeuxvideo.com         | FR   | 85 %    |
| PC Jeux               | FR   | 86 %    |
| Compilations de notes |      |         |
| Metacritic            | US   | 88 %    |
| GameRankings          | US   | 88,58 % |

### Ventes
Comme le premier volet de la série, Torchlight II connait un certain succès commercial avec plus d’un million de titres vendus en 2012 et deux millions d'exemplaires vendus en seulement dix mois,. En 2015, le jeu approche les trois millions de titres vendus.

### Critiques
À sa sortie, Torchlight II est plutôt bien accueilli par la presse spécialisée, la version PC obtenant un score de 88 % sur les sites Metacritic et GameRankings,. Son aspect graphique est jugé réussi par les critiques qui mettent notamment en avant son identité visuelle assez unique, ses graphismes très colorée qui rappelant les cartoons et ses environnements riches et variés qui rendent le monde du jeu très plaisant à explorer,,. Le site Gamekult regrette néanmoins que le jeu souffre de ralentissement occasionnels même sur des machines puissantes. Ses effets sonores sont décrits comme étant de bonne qualité et la plupart des critiques saluent en particulier la bande originale du jeu qu’ils jugent éclectique et obsédante,. La presse spécialisée ne s’attarde pas sur les cinématiques du jeu, le seul test les mentionnant jugeant qu’elles sont ratées. D’après les critiques, le scénario du jeu n’est pas mémorable, les personnages étant jugés « plats » et la narration « archaïque », et se contente de donner un prétexte pour envoyer le joueur au combat,. Certaines critiques notent néanmoins que celui-ci n’est pas trop intrusif et qu’on « évite les tirades ridicules des boss de Diablo III ».
La presse spécialisée compare généralement le système de jeu de Torchlight II à celui de Torchlight et de Diablo II et note que Runic Games s’est focalisé sur ce que les joueurs aiment dans ces titres plutôt que de tenter de révolutionner le genre,. Ainsi, les critiques expliquent que le système de compétence des personnages n’a pas évolué. Celui-ci est en effet toujours basé sur des arbres de compétences dans lequel le joueur doit choisir de débloquer ou d’améliorer des sorts à chaque passage à un niveau supérieur, ce qui, d’après certaines critiques, encourage le joueur à se concentrer sur un faible nombre de compétences. Les quatre classes de personnage sont décrites comme réussies, les critiques mettant en avant la quantité et la diversité des compétences de chacune d’elles,. De même, le système d’équipement est présenté comme réussi et addictif,. En revanche, de nombreux journalistes notent que le jeu n’est pas très bien équilibré et alterne des passages trop faciles avec d’autres trop difficiles,. Le jeu est également jugé un peu monotone et répétitif, les critiques mettant néanmoins en avant sa bonne rejouabilité,. L’arrivée d’un mode multijoueur, absent dans le premier Torchlight, est salué par la presse spécialisée. Les critiques notent ainsi que si celui-ci ne dispose pas d’autant de fonctionnalités que celui de Diablo III, il reste néanmoins très amusant,. Le journaliste de Gamekult regrette néanmoins que les personnages soient stockés en local et s’inquiète d’une éventuelle invasion de tricheurs sur les serveurs du jeu.
Enfin, le faible prix du jeu est souvent mis en avant par la presse qui note qu’à ce prix-là, les fans du genre auraient tort de se priver,.
Fin 2012, le magazine Time et site GameSpy classent le jeu dans leurs top dix respectifs des meilleurs jeux de l’année,. De son côté, le site web IGN le désigne comme l’une des meilleurs suites publié en 2012, cette dernière étant désignée comme une année riche en excellentes suites.

## Postérité
À la sortie du jeu le 20 septembre 2012, Runic Games annonce finalement qu’ils ne prévoient plus de créer un jeu de rôle en ligne massivement multijoueur basé sur l’univers du jeu. Un nouvel épisode de la série, baptisé Torchlight Mobile et destiné aux téléphones mobiles qui fonctionnent sous iOS et Android, est cependant en cours de développement. Sa sortie est prévue pour 2016,. Le jeu sera disponible gratuitement en téléchargement et proposera une nouvelle aventure se déroulant après les événements de Torchlight II et pouvant être joué en multijoueur.